# Norman Bröckl
Norman Bröckl (Berlino, 22 agosto 1986) è un canoista tedesco, vincitore della medaglia di bronzo nel K4 1000 m ai Giochi Olimpici di Pechino 2008.

## Palmarès
- Olimpiadi

Pechino 2008: bronzo nel K4 1000 m.
- Mondiali

2005 - Zagabria: oro nel K4 1000 m e argento nel K4 200 m.
2007 - Duisburg: oro nel K4 1000 m.
2009 - Dartmouth: argento nella staffetta K1 4x200 m.
2011 - Seghedino: oro nel K4 1000 m.
- Campionati europei di canoa/kayak sprint

Poznań 2005: bronzo nel K4 200m.
Račice 2006: bronzo nel K4 1000m.
Milano 2008: argento nel K4 1000m.
Brandeburgo 2009: argento nella staffetta K1 4x200m.
Trasona 2010: oro nel K4 1000m.
Belgrado 2011: argento nel K4 1000m.